# Bianco di Scandiano frizzante
Le Bianco di Scandiano frizzante est un vin effervescent blanc italien de la région Émilie-Romagne doté d'une appellation DOC depuis le 11 mai 1987. 
Le vin existe aussi en version spumante et version tranquille, le Bianco di Scandiano
Seuls ont droit à la DOC les vins récoltés à l'intérieur de l'aire de production définie par le décret. 

## Aire de production
Les vignobles autorisés se situent en province de Reggio d'Émilie dans les communes de Albinea, Quattro Castella, Bibbiano, Montecchio, San Polo d'Enza, Canossa, Vezzano sul Crostolo, Viano, Scandiano, Castellarano et Casalgrande ainsi qu'en partie sur le territoire des communes Reggio d'Émilie, Casina, Sant'Ilario d'Enza et Cavriago.

## Caractéristiques organoleptiques
- couleur : blanc paille plus ou moins clair
- odeur : caractéristique, agréable, fruité
- saveur : sec, aimable ou doux, frais, harmonieux, plein.

Le Bianco di Scandiano frizzante  se déguste à une température de 7 à 9 °C et il se gardera  1 an. 

## Production
Province, saison, volume en hectolitres :
- pas de données disponibles